# Peter Keetman
Peter Keetman est un photographe allemand né le 27 avril 1916 à Elberfeld et mort le 8 mars 2005 à Marquartstein dans l'arrondissement de Traunstein.

## Biographie
Dès son plus jeune âge, Peter Keetman est initié à la photographie par son père, amateur passionné. Il décide à l'âge de 19 ans d'intégrer l'École bavaroise de photographie de Munich et passe en 1937, à 21 ans, l'examen de compagnon. Pendant deux ans, il travaille à Duisbourg avec la photographe Gertrud Hesse avant de s'adonner à la photographie industrielle. Il travaille alors pour l'entreprise C.H. Schmeck à Aix-la-Chapelle. Il revient de la Seconde Guerre mondiale en 1944 avec une blessure grave qui l'empêche de travailler.
Il décide malgré tout de continuer ses études à l'École de photographie de Munich en classe de maitrise ainsi qu'auprès du photographe Adolf Lazi à Stuttgart. Il est un des membres fondateurs du groupe d'avant-garde Fotoform, créé à la suite de l'exposition de Neustadt an der Weinstraße de 1949. En 1950, il expose à la première Photokina. Au niveau international, Peter Keetman est surtout connu pour ses Gouttes d'eau irisées, des travaux de photographie expérimentale.

## Prix et récompenses
- 1981, Médaille David Octavius Hill
- 1991, Prix culturel de la Société allemande de photographie